# عباس العمران
عباس العمران ناشط بحريني في مجال حقوق الإنسان والعمل. يقيم حاليا في لندن بالمملكة المتحدة بعد إدانته في البحرين بتهمة ارتكاب جرائم سياسية.

## النشأة
قبل دخوله إلى النشاط السياسي عمل العمران في شركة نفط البحرين المعروفة أيضا باسم بابكو. تم فترة قصيرة فصل العمران من الشركة بسبب ابدائه انتقاداته السلبية للشركة لوسائل الإعلام.

## النشاط السياسي
العمران عضو في مركز البحرين لحقوق الإنسان الذي يقع مقره في بريطانيا. حاليا يتواجد في المملكة المتحدة بعد أن تم القبض عليه. على الرغم من أنه قد أقام مؤخرا في لندن إلا أنه ضمن قائمة المطلوبين في عام 2011 في البحرين.

### المشاركة
في عام 2009 تعرض العمران للاعتداء الجسدي جنبا إلى جنب مع علي عبد الهادي مشيمع من قبل ثلاثة أشخاص قيل أنهم من أصل أفريقي. في هذا الهجوم عانى العمران عدة إصابات بما في ذلك تورم عينه اليمنى وانخفاض الكتف الأيمن والركبتين والكوع. العمران ومشيمع معروفان في العاصمة لندن لاحتجاجاتهما السلمية ونشاطهما في مجال حقوق الإنسان.
في عام 2013 تم حظر استخدام أقنعة الاحتجاج المعروفة أيضا باسم أقنعة جاي فوكس في البحرين ومنعت استيرادها. قال العمران في مقابلة مع صحيفة كاتينغ إيدج نيوز: «لا أعتقد أن الحظر سيكون له تأثير كبير لأن هناك بالفعل العديد من الأقنعة في البحرين، كما يمكن تهريبها أو صنعها في المنازل».

### الإدانة
في 29 سبتمبر 2013 حوكم ما يقرب من خمسين شخص بموجب قوانين مكافحة الإرهاب بما في ذلك العديد من أعضاء مركز البحرين لحقوق الإنسان. كان العمران من بين المتهمين. تعرف هذه القضية باسم الانتماء إلى ائتلاف شباب ثورة 14 فبراير. حكم على العمران بالسجن لمدة خمسة عشر عام. صرحت مريم الخواجة رئيسة مركز البحرين لحقوق الإنسان في مقابلة: «لم يكن هناك إجراءات تقاضي سليمة في مجمل هذه القضية وهذا هو سبب قرار مقاطعة المتهمين والمحامين للقضية. منذ تم اختطاف المتهمين وتعذيبهم ومن ثم إصدار الأحكام فإنه لم يفعل أي شيء وفقا للمعايير الدولية للمحاكمة العادلة وإذا كان هؤلاء الخمسين شخصا مذنبين حقا بالجرم فلماذا تم الاعتماد فقط على الاعترافات التي انتزعت تحت وطأة التعذيب؟ المحاكمة صورية والحكم سياسي وينبغي الإفراج عنهم فورا».